# Alec Brown
Alec Thomas Brown (Winona, 23 luglio 1992) è un cestista statunitense.

## Carriera
Dopo quattro stagioni in NCAA con i Green Bay Phoenix (di cui l'ultima chiusa con oltre 15 punti e 5 rimbalzi di media) viene scelto alla 50ª chiamata del Draft 2014 dai Phoenix Suns.
Con gli Stati Uniti ha disputato i Campionati americani del 2017.